# Revientalobos
Revientalobos es una preparación culinaria de algunas regiones de la cocina castellano-manchega. Es muy popular en localidades como Bolaños de Calatrava. Se trata de una salsa elaborada con cebollas,|tomates, pimiento verde, ajos asados, cornachos secos, guindillas tostadas,aceite y vinagre y caldo de guiso. Se trata de un plato que se suele elaborar en los meses fríos de invierno, se sirve con pan. La denominación es un acrónimo de revienta y lobos, indicando a los comensales el carácter del plato.

## Características
Existen diversas preparaciones que poseen esta denominación a lo largo de Castilla-La Mancha. Por regla general se compone de una mezcla diversa de ingredientes. Por esta razón hay recetas que poseen sólo ingredientes vegetales (pimiento seco, guindilla seca, tomate y aceite) mezclados en el caldo de un guiso (por ejemplo de una caldereta de cordero), las que incluyen los restos del cordero, y las que incluyen pescado en salazón. En algunas ocasiones no se cnsidera un plato en sí, sino que es servido como una guarnición de otro plato, como puede ser la caldereta de cordero.